# Carex bolanderi
Espèce
Classification phylogénétique
Carex bolanderi est une espèce de plantes du genre Carex et de la famille des Cyperaceae.